# Hydrogensulfidy
Hydrogensulfidy jsou hydrogensoli kyseliny sulfanové, obsahují hydrogensulfidový aniont HS. Jsou sirnou obdobou hydroxidů. Hydrogensulfidové deriváty uhlovodíků se nazývají thioly.

## Příklady
- Hydrogensulfid amonný
- Hydrogensulfid draselný
- Hydrogensulfid sodný

## Podobné druhy sloučenin
- Hydroxidy
- Sulfidy